# 協和廊橋
協和廊橋位於四川省資陽市安岳縣，文物遺址年代判定為清。2012年7月16日公佈為第八批四川省文物保護單位。
協和廊橋位於四川省資陽市安岳縣協和鄉九村。廊橋為3孔2墩木板平橋，橫跨於橋亭子河上，貫穿新老兩街。橋長22米，寬4.9米，高4.6米，跨度均為5米。橋亭為木構梁架，抬梁式四架椽袱，單簷懸山式頂，上復小青瓦，面闊9間，22.4米，進深4.7米，通高4米。脊上有“清乾隆四十八年”題記。橋頭均為重簷歇山式牌樓，西南牌樓扁刻“功德利濟”題記。2003年，協和廊橋被安岳縣人民政府公佈為縣級文物保護單位。